# Oscar Alströmer

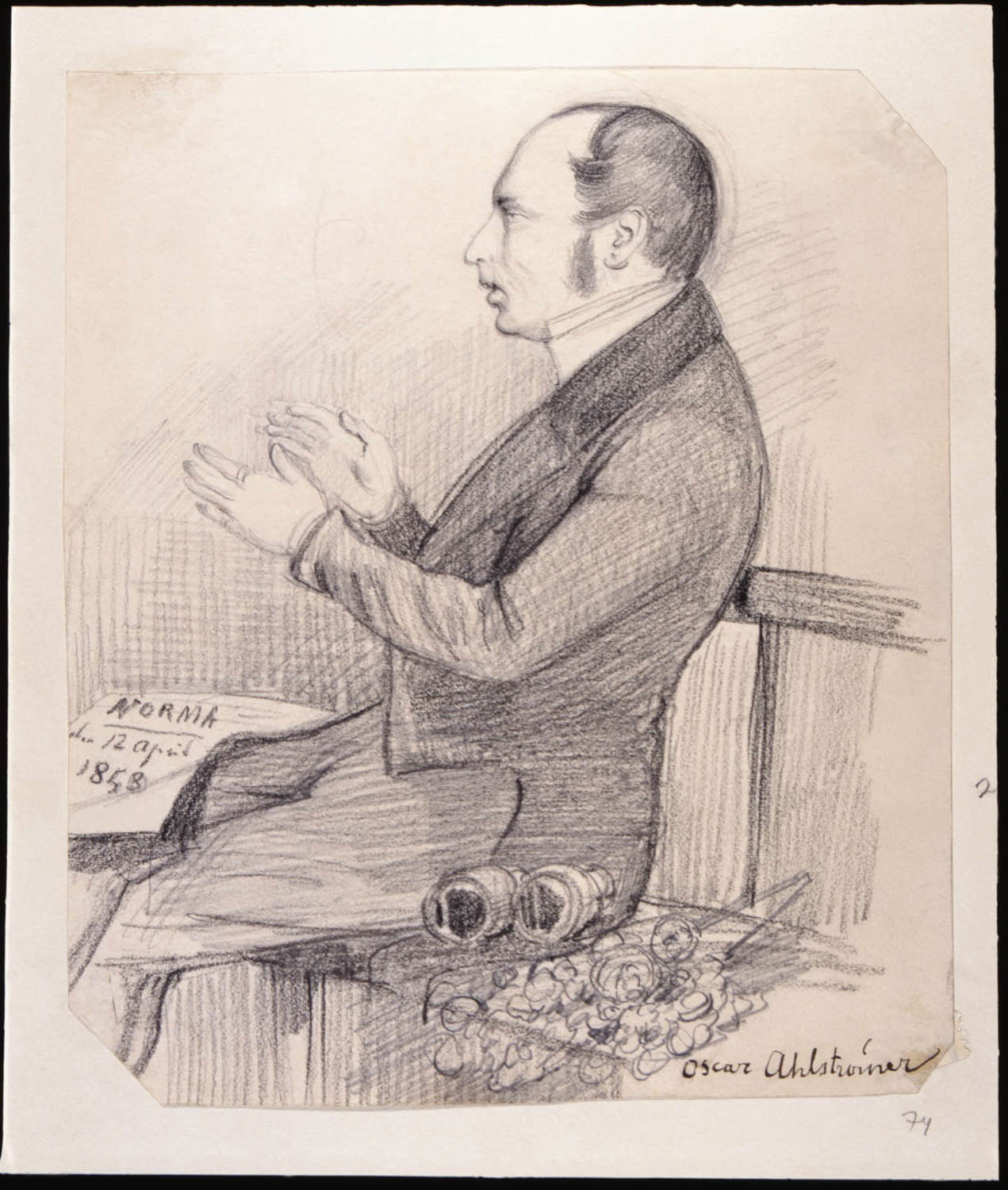
Porträtt av Oscar Alströmer ritat av Fritz von Dardel.

Carl Jonas Oscar Alströmer, född 31 oktober 1811 i Fuxerna församling, Älvsborgs län, död 10 augusti 1888 i Marstrand, var en svensk friherre av ätten Alströmer och politiker.
Alströmer började läsa vid Uppsala universitet 1828 och kom därefter att göra karriär inom staten. Han blev expeditionssekreterare vid Kunglig Majestäts kansli 1856, (tillförordnad sedan 1855) och landshövding i Hallands län 1860. Den senare posten behöll han, med ett kort avbrott, till 1876. Alströmer var konsultativt statsråd 1870–1878, var ordförande för Jernkontoret 1856–1859 och ordförande för Patriotiska sällskapet 1878–1883.
Han representerade adelsståndet vid ståndsriksdagarna 1840/1841, 1844/1845, 1847/1848, 1850/1851, 1853/1854, 1862/1863 och 1865/1866. Han satt i tvåkammarriksdagens andra kammare 1867–1872 och tillhörde första kammaren 1872–1881.